# Babfilm
A Babfilm 1975-ben bemutatott magyar, stop–motion technikával készített tárgyanimációs film, melyet Foky Ottó rendezett. A Pannónia Filmstúdió gyártásában készült. Műfaja parodisztikus sci-fi.

## Rövid tartalom
A különös égitestet különös lény látogatja meg, s figyeli a bolygó lakói, a babszemek életét...

## Alkotók
- Rendezte és tervezte: Foky Ottó
- Írta: Nepp József
- Dramaturg: Osvát András
- Operatőr: Bayer Ottmár, Tóth János
- Hangmérnök: Nyerges András Imre, Pethő Zsolt
- Vágó: Czipauer János
- Animátorok: Cakó Ferenc, Zoltán Annamária
- Munkatársak: Benedek László, Csillag Márta, Krakovszky Mária, Lambing Antal, Mazács Miklós, Móritz Róbert, Pölöskei Gyula, Sánta Béla, Szabó László, Zsebényi Béla
- Színes technika: Fülöp Géza
- Felvételvezető:  Dreilinger Zsuzsa
- Gyártásvezető: Magyar Gergely Levente

Készítette a Pannónia Filmstúdió.

## Díjai
- 1975, Bilbao a gyerekzsűri szerint a legjobb animációs film
- 1976, Krakkó Ezüst Sárkány
- 1976, Teherán Legjobb animációs film
- 1976, Barcelona -Animációs kategória 2. díj
- 1977, Lausanne Nagydíj
- 1977, Trieszt a zsűri különdíja
- 1977, Miskolc Kategóriadíj
- 1978, Chicago oklevél
- 1978, Los Angeles elismerő oklevél
- 1982, Royan érem[1]